# Baixa Cerdanya
Baixa Cerdanya [ˈbaʃə sərˈðaɲə], oficjalnie Cerdanya (hiszp. 
(Baja) Cerdaña) – katalońska comarca w Pirenejach, w prowincjach Girona i Lleida.
Graniczy z comarkami: Alt Urgell, Berguedà i Ripollès, a także z historyczną comarką Alta Cerdanya we Francji i Andorą. Jej terytorium stanowi część historycznej comarki i hrabstwa Cerdanyi. W 1659 roku na mocy traktatu pirenejskiego część ta została przyznana Hiszpanii. Po podziale przyjęło się potocznie określać własność hiszpańską jako Baixa Cerdanya. Pozostała zaś jest współcześnie fragmentem departamentu Pireneje Wschodnie.
Do hiszpańskiej części comarki należy eksklawa we Francji – Llívia.

## Gminy i liczba ludności
- Alp – 1315
- Bellver de Cerdanya – 1738
- Bolvir – 276
- Das – 165
- Fontanals de Cerdanya – 428
- Ger – 409
- Guils de Cerdanya – 368
- Isòvol – 202
- Lles de Cerdanya – 246
- Llívia – 1173
- Meranges – 85
- Montellà i Martinet – 535
- Prats i Sansor – 217
- Prullans – 233
- Puigcerdà – 8370 (stolica comarki)
- Riu de Cerdanya – 99
- Urús – 206